# Lygosoma bowringii
Lygosoma bowringii är en ödleart som beskrevs av  Günther 1864. Lygosoma bowringii ingår i släktet Lygosoma och familjen skinkar. Inga underarter finns listade i Catalogue of Life.